# نامبا (أيداهو)
نامبا، أيداهو
هي مدينة في ولاية أيداهو الأمريكية. لقد قدر مكتب الإحصاء الأمريكي عدد سكان كالدويل بـ79,249 نسمة في 1 تموز 2007.

## التركيبة السكانية
قام مكتب تعداد الولايات المتحدة بتحديد بيانات التركيبة السكانية لنامبا في تعداد الولايات المتحدة. في ما يلي، التركيبة السكانية حسب تعدادي 2000 و2010.

### تعداد عام 2000
بلغ عدد سكان نامبا 51,867 نسمة بحسب تعداد عام 2000، وبلغ عدد الأسر 18,090 أسرة وعدد العائلات 13,024 عائلة مقيمة في المدينة.
وتوزع التركيب العرقي للمدينة بنسبة 83.45% من البيض و0.94% من الأمريكيين الأصليين و0.93% من الأمريكيين ذوي الأصول الآسيوية و0.18% من سكان جزر المحيط الهادئ و0.40% من الأمريكيين الأفارقة و11.25% من الأعراق الأخرى و2.86% من عرقين مختلطين أو أكثر. فيما شكل الهسبانيون أو اللاتينيون من أي عرق نسبة 17.90% من السكان.
بلغ عدد الأسر 18,090 أسرة كانت نسبة 40.6% منها لديها أطفال تحت سن الثامنة عشر تعيش معهم، وبلغت نسبة الأزواج القاطنين مع بعضهم البعض 55.6% من أصل المجموع الكلي للأسر، ونسبة 11.4% من الأسر كان لديها معيلات من الإناث دون وجود شريك، وكانت نسبة 28.0% من غير العائلات. تألفت نسبة 22.6% من أصل جميع الأسر من أفراد ونسبة 9.6% كانوا يعيش معهم شخص وحيد يبلغ من العمر 65 عاماً فما فوق. وبلغ متوسط حجم الأسرة المعيشية 3.25، أما متوسط حجم العائلات فبلغ 2.77.
بلغ العمر الوسطي للسكان 28 عاماً. وكانت نسبة 31.0% من القاطنين تحت سن الثامنة عشر، وكانت نسبة 12.5% بين الثامنة عشر والأربعة وعشرون عاماً، ونسبة 30.3% كانت واقعةً في الفئة العمرية ما بين الخامسة والعشرين حتى الرابعة والأربعين عاماً، ونسبة 15.0% كانت ما بين الخامسة والأربعين حتى الرابعة والستين، ونسبة 11.2% كانت ضمن فئة الخامسة والستين عاماً فما فوق. يوجد لكل 100 أنثى 96.0 ذكر، ويوجد لكل 100 أنثى في الثامنة عشر من عمرها فما فوق 93.0 ذكر.
بلغ متوسط دخل الأسرة في المدينة 34,758 دولار، أما متوسط دخل العائلة فبلغ 39,434 دولار. وكان متوسط دخل الذكور 28,580 دولار مقابل 22,022 دولار للإناث. وسجل دخل الفرد الخاص بالمدينة 14,491 دولار. وكانت نسبة 8.7% من العائلات ونسبة 12.4% من السكان تحت خط الفقر، وكان من هؤلاء نسبة 13.7% تحت سن الثامنة عشر ونسبة 9.9% في الخامسة والستين من العمر وما فوق.

### تعداد عام 2010
بلغ عدد سكان نامبا 81,557 نسمة بحسب تعداد عام 2010، وبلغ عدد الأسر 27,729 أسرة وعدد العائلات 20,016 عائلة مقيمة في المدينة. في حين سجلت الكثافة السكانية 2,614.8 نسمة لكل ميل مربع (1,009.6/كم2). وبلغ عدد الوحدات السكنية 30,507 وحدة بمتوسط كثافة قدره 978.1 لكل ميل مربع (377.6/كم2).
وتوزع التركيب العرقي للمدينة بنسبة 82.9% من البيض و1.2% من الأمريكيين الأصليين و0.9% من الأمريكيين ذوي الأصول الآسيوية و0.4% من سكان جزر المحيط الهادئ و0.7% من الأمريكيين الأفارقة و3.2% من عرقين مختلطين أو أكثر.
بلغ عدد الأسر 27,729 أسرة كانت نسبة 44.0% منها لديها أطفال تحت سن الثامنة عشر تعيش معهم، وبلغت نسبة الأزواج القاطنين مع بعضهم البعض 52.7% من أصل المجموع الكلي للأسر، ونسبة 13.5% من الأسر كان لديها معيلات من الإناث دون وجود شريك، بينما كانت نسبة 5.9% من الأسر لديها معيلون من الذكور دون وجود شريكة وكانت نسبة 27.8% من غير العائلات. تألفت نسبة 22.0% من أصل جميع الأسر من أفراد ونسبة 8.7% كانوا يعيش معهم شخص وحيد يبلغ من العمر 65 عاماً فما فوق. وبلغ متوسط حجم الأسرة المعيشية 3.36، أما متوسط حجم العائلات فبلغ 2.88.
بلغ العمر الوسطي للسكان 30.1 عاماً. وكانت نسبة 32.3% من القاطنين تحت سن الثامنة عشر، وكانت نسبة 9.8% بين الثامنة عشر والأربعة وعشرون عاماً، ونسبة 28.6% كانت واقعةً في الفئة العمرية ما بين الخامسة والعشرين حتى الرابعة والأربعين عاماً، ونسبة 18.8% كانت ما بين الخامسة والأربعين حتى الرابعة والستين، ونسبة 10.3% كانت ضمن فئة الخامسة والستين عاماً فما فوق. وتوزع التركيب الجنسي للسكان بنسبة 49.0% ذكور و51.0% إناث.